# Helmut Felber
Helmut Felber (* 30. April 1925 in Graz; † 30. August 2005) war ein  österreichischer Terminologe und wissenschaftlicher Mitarbeiter von Eugen Wüster. Er hat maßgeblich zur Begründung und Entwicklung der Terminologielehre beigetragen.

## Leben und Wirken
Helmut Felber verbrachte seine Kindheit und Jugend in seiner Geburtsstadt Graz, wo er die Volksschule und später das Realgymnasium besuchte.
Im Zweiten Weltkrieg diente er ab 1943 in der Luftwaffe, bis er im August 1944 an der Ostfront schwer verwundet wurde. Diese Verletzung  führte 1952 zur Entfernung eines Ellbogengelenkes.
Nach dem Krieg legte er im Jahr 1946 die Matura ab und studierte in Graz zunächst sechs Semester Bauingenieurwesen und anschließend von 1950 bis 1952 Philosophie. In dieser Zeit lernte er Englisch, Französisch, Spanisch und Italienisch, später noch Russisch.
Ab 1955 arbeitete er als Bibliothekar an der Technischen Hochschule Wien. Seine Hauptaufgabe war der Aufbau der wissenschaftlichen und technischen Dokumentation, daneben war er auch als Lehrkraft, Übersetzer und Dolmetscher tätig. Von 1959 bis 1964 war er bei Philips in Eindhoven in den Niederlanden als Fachübersetzer beschäftigt.
Im Oktober 1964 kehrte Helmut Felber nach Österreich zurück, da Eugen Wüster ihm eine Stelle als wissenschaftlicher Mitarbeiter an seinem privaten Forschungsinstitut in Wieselburg angeboten hatte. Unter anderem wirkte Helmut Felber an der Ausarbeitung internationaler terminologischer Grundsätze und der Erstellung mehrerer Wörterbücher mit.
Felbers Zusammenarbeit mit Wüster setzte sich bis zu dessen Tod 1977 fort, auch wenn Felber ab 1970 die Leitung des internationalen Sekretariats von ISO/TC 37 am Österreichischen Normungsinstitut in Wien übernahm. Von 1971 bis 1985 leitete er zusätzlich noch das Internationale Informationszentrum für Terminologie (Infoterm), das die Aufgabe hat, die Terminologiearbeit weltweit zu koordinieren. Zudem hielt er von 1975 bis 1985 an der Universität Wien am Institut für Sprachwissenschaft die Vorlesung Einführung in die Allgemeine Terminologielehre und terminologische Lexikographie.

## Leistungen
Felber trug mit seinen über 100 Publikationen entscheidend zur Weiterentwicklung der Terminologieforschung bei. Mit seiner Arbeit beim Österreichischen Normungsinstitut und bei Infoterm trieb er die internationale Vereinheitlichung terminologischer Grundsätze voran.

## Publikationen (Auswahl)
Eine vollständige Übersicht der bis 1985 entstandenen Werke Felbers findet sich in Infoterm (1985): Terminologie und benachbarte Gebiete 1965–1985. Wien, Köln, Graz: Böhlau, S. 25–36.
- Felber, Helmut (Hrsg.) (1979): Terminologie als angewandte Sprachwissenschaft. Gedenkschrift für Univ.-Prof. Dr. Eugen Wüster. München et al.: Saur.
- Felber, Helmut (1984): Terminology manual. Paris: Unesco, Infoterm.
- Felber, Helmut/Budin, Gerhard (1989): Terminologie in Theorie und Praxis. Tübingen: Narr.
- Felber, Helmut (2001): Allgemeine Terminologielehre, Wissenslehre und Wissenstechnik. Theoretische Grundlagen und philosophische Betrachtungen. Wien: TermNet.